# 神戸コレクション
神戸コレクション（こうべコレクション）は、例年、兵庫県神戸市にて開催されている、リアル・クローズを対象としたファッションショーおよび音楽のイベントである。神コレ（こうコレ、しんコレ）と略されることがある。
和田祐介（(株)毎日放送）が企画立案。プロデューサー日笠賢治（(株)毎日放送）・高田恵太郎・平藤真治（(株)アイグリッツ）、アドバイザー芝本裕子と制作した初公演は2003年（平成15年）春開催。リアルクローズ対象のショーため、春開催はS/S、秋開催はA/Wとなっている。現在は東京ガールズコレクションといった類似イベントが日本全国で開催されているが、神戸コレクションはリアルクローズ対象のファッションイベントの先駆けとなったショーである。
かつては東京公演も行われていたが、2012年（平成24年）に開催10年を迎えたことを機に、東京公演は『東京ランウェイ』(TOKYO RUNWAY) へと進化独立している。

## 概要
パリやミラノなどで開催されるファッションショーが、高級メーカーの服飾デザイナーによる新作発表を目的としてバイヤーやジャーナリストなど、業界関係者のみを対象とするのに対し、神戸コレクションは、メーカーの新作発表だけではなく、セレクトショップや若いデザイナーの意匠発表の場を兼ねている。また、流通業者の小売促進や美容業の宣伝も目的に含むファッションイベントである。よって、10代から20代の若い女性を集客するという特徴があり、テレビ放送だけではなく、ブログサイトや携帯サイト、ネット配信（インターネット放送）も行われている。
消費者への宣伝と販売を目的とするイベントは、個社レベルでは以前からあったものの、若いデザイナーの発表の場を提供したり、多数のメーカー、マスメディア、流通業者等の協働による、消費者参加型のファッションショーが定期的に開催されるのは、神戸コレクションが最初である。なお、新人デザイナーに広く門戸を開放している点では、大阪でのファッションショーが1987年（昭和60年）から毎年開催されている。
神戸のアパレル業の知名度の高さや阪神間の良家子女に見られたファッションスタイル（阪神間モダニズム・神戸系ファッションを参照）が女性誌（ファッション雑誌）によく紹介され、独特のファッションとして認識されている背景が、イベント発展の一助となっている。
2006年（平成18年）の秋・冬公演（AUTUMN/WINTER）以降は、神戸をさらなるファッション都市として盛り上げるための連動イベントとして、「神戸ファッションウィーク」が開催されている。
2007年（平成19年）には、初の海外公演として上海公演が開催された。
神戸公演については、2007年の秋・冬公演まで神戸ファッションマート、2008年（平成20年）の春・夏公演（SPRING/SUMMER）から2019年（令和元年）の秋・冬公演まで神戸ワールド記念ホールで開催されていた。
2020年（令和2年）には、神戸ワールド記念ホールが大規模な改修工事で上半期（1月4日 - 6月30日）に使用できないことを受けて、春・夏公演を休止した。その一方で、4月11日（土曜日）・12日（日曜日）には、「Groovy Day（グルーヴィー・デイ）」というプロデュースイベントを神戸空港内のスカイマーク格納庫で開催する予定だった。しかし、同年の初頭から日本国内で新型コロナウイルス（COVID-19）感染症の流行が拡大していることを受けて、2日間とも公演の中止を余儀なくされた。例年には秋・冬公演を開催する時期にも感染の終息が見通せないことから、10月18日（日曜日）には、コレクション史上初のオンラインイベントとして「神戸コレクション The New Reality（ザ・ニュー・リアリティ）」を開催。神戸コレクションがLINE上に設けている公式アカウントへの「お友だち登録」と、参加へのエントリー手続きを事前に済ませていれば、インターネット経由で全てのイベントに無料で参加できるようになっていた。
2021年（令和3年）には、三宮・元町エリア（神戸市中央区）での屋外イベントとオンラインイベントを組み合わせた「神戸コレクション2021 - Color Your Life-」の開催を4月24日（土曜日）に予定していた。しかし、新型インフルエンザ等対策特別措置法に基づく蔓延防止等重点措置が同月1日から神戸市内へ発令されたことを受けて、開催を6月19日（土曜日）まで延期。延期中に上記の措置が緊急事態宣言に切り替わったため、当初予定していた屋外イベントを中止したうえで、神戸酒心館ホール（神戸市東灘区）からの全編ライブ配信に変更した。後に緊急事態宣言と蔓延防止等重点措置が順次解除されるなど、COVID-19の感染者数が日本国内で減少の傾向にあることから、11月27日（土曜日）・28日（日曜日）には「神戸コレクション2021_TRIP」を三宮・元町エリアで開催。2019年の秋・冬公演まで上記の屋内会場に設けられていたランウェイが屋外で本格的に再現された一方で、インターネット上ではイベント動画のライブ配信を実施した。
実際には「2021_TRIP」の開催を機に、屋内施設を使用する「箱型」のファッションショーから、「神戸の街と楽しむファッションイベント」と銘打って屋外での開催へ完全に移行。2022年（令和4年）以降は、三宮エリアに所在する三宮センター街・生田神社・東遊園地を会場に使用している。

## 開催時期
基本として年に2回開催されているが、1回だけにとどめる年もある。
- 秋・冬公演（AUTUMN/WINTER：略称A/W） - 8月下旬 - 9月上旬
- 春・夏公演（SPRING/SUMMER：略称S/S）- 2月下旬 - 3月上旬

## 開催地
3年目以降は神戸以外の都市においても公演が行われている。2007年（平成19年）2月10日には上海、正大広場で開催された。日本同様に、メディアとショーを連動させ、上海のお洒落な女性に新しいムーブメントを興そうとしている。
| 年     | 季節   | 神戸公演                                                                                          | 関東公演                           | 名古屋公演  | plus神戸公演           | plus名古屋公演 |
| ------ | ------ | ------------------------------------------------------------------------------------------------- | ---------------------------------- | ----------- | ---------------------- | -------------- |
| 2003年 | 春・夏 | 神戸ファッションマート                                                                            |                                    |             |                        |                |
| 2003年 | 秋・冬 | 神戸ファッションマート                                                                            |                                    |             |                        |                |
| 2004年 | 春・夏 | 神戸ファッションマート                                                                            |                                    |             |                        |                |
| 2004年 | 秋・冬 | 神戸ファッションマート                                                                            | 東京・STUDIO COAST                 |             | 神戸ファッション美術館 |                |
| 2005年 | 春・夏 | 神戸ファッションマート                                                                            | 東京・東京国際フォーラムホールB7   |             | 兵庫県公館             |                |
| 2005年 | 秋・冬 | 神戸ファッションマート                                                                            | 東京・東京国際フォーラムホールB7   | Zepp NAGOYA | 兵庫県公館             |                |
| 2006年 | 春・夏 | 神戸ファッションマート                                                                            | 横浜・パシフィコ横浜展示ホールA    |             | KITANO CLUB “sola"     |                |
| 2006年 | 秋・冬 | 神戸ファッションマート                                                                            | 横浜・パシフィコ横浜展示ホールA    |             | KITANO CLUB “sola"     |                |
| 2007年 | 春・夏 | 神戸ファッションマート                                                                            | 横浜・パシフィコ横浜展示ホールA    |             | KITANO CLUB “sola"     |                |
| 2007年 | 秋・冬 | 神戸ファッションマート                                                                            | 東京・グランドプリンスホテル新高輪 |             | KITANO CLUB “sola"     |                |
| 2008年 | 春・夏 | ワールド記念ホール                                                                                | 東京・グランドプリンスホテル新高輪 |             | KITANO CLUB “sola"     | Hilton Nagoya  |
| 2008年 | 秋・冬 | ワールド記念ホール                                                                                | 東京・両国国技館                   |             | KITANO CLUB “sola"     | Hilton Nagoya  |
| 2009年 | 春・夏 | ワールド記念ホール                                                                                | 東京・グランドプリンスホテル新高輪 |             | KITANO CLUB “sola"     | Hilton Nagoya  |
| 2009年 | 秋・冬 | ワールド記念ホール                                                                                | 東京・グランドプリンスホテル新高輪 |             | RAVIMANA KOBE          |                |
| 2010年 | 春・夏 | ワールド記念ホール                                                                                | 東京・グランドプリンスホテル新高輪 |             | KITANO CLUB “sola"     |                |
| 2010年 | 秋・冬 | ワールド記念ホール                                                                                | 東京・グランドプリンスホテル新高輪 |             | KITANO CLUB “sola"     |                |
| 2011年 | 春・夏 | ワールド記念ホール                                                                                | 東日本大震災の為中止               |             | KITANO CLUB “sola"     |                |
| 2011年 | 秋・冬 | ワールド記念ホール                                                                                | 東京・グランドプリンスホテル新高輪 |             | KITANO CLUB “sola"     |                |
| 2012年 | 春・夏 | 神戸ワールド記念ホール                                                                            | -                                  | -           | -                      |                |
| 2012年 | 秋・冬 | 神戸ワールド記念ホール                                                                            | -                                  | -           | -                      |                |
| 2013年 | 春・夏 | 神戸ワールド記念ホール                                                                            | -                                  | -           | -                      |                |
| 2013年 | 秋・冬 | 神戸ワールド記念ホール                                                                            | -                                  | -           | -                      |                |
| 2014年 | 春・夏 | 神戸ワールド記念ホール                                                                            | -                                  | -           | -                      |                |
| 2014年 | 秋・冬 | 神戸ワールド記念ホール                                                                            | -                                  | -           | -                      |                |
| 2015年 | 春・夏 | 神戸ワールド記念ホール                                                                            | -                                  | -           | -                      |                |
| 2015年 | 秋・冬 | 神戸ワールド記念ホール                                                                            | -                                  | -           | -                      |                |
| 2016年 | 春・夏 | 神戸ワールド記念ホール                                                                            | -                                  | -           | -                      |                |
| 2016年 | 秋・冬 | 神戸ワールド記念ホール                                                                            | -                                  | -           | -                      |                |
| 2017年 | 春・夏 | 神戸ワールド記念ホール                                                                            | -                                  | -           | -                      |                |
| 2017年 | 秋・冬 | 神戸ワールド記念ホール                                                                            | -                                  | -           | -                      |                |
| 2018年 | 春・夏 | 神戸ワールド記念ホール                                                                            | -                                  | -           | -                      |                |
| 2018年 | 秋・冬 | 神戸ワールド記念ホール                                                                            | -                                  | -           | -                      |                |
| 2019年 | 春・夏 | 神戸ワールド記念ホール                                                                            | -                                  | -           | -                      |                |
| 2019年 | 秋・冬 | 神戸ワールド記念ホール                                                                            | -                                  | -           | -                      |                |
| 2021年 | 秋・冬 | 三宮・元町エリア （三宮センター街・ 三宮中央通り・ フラワーロード・ 三宮プラッツ・ 大丸神戸店横） |                                    |             |                        |                |
| 2022年 | 春・夏 | 三宮センター街                                                                                    |                                    |             |                        |                |
| 2022年 | 秋・冬 | 生田神社                                                                                          |                                    |             |                        |                |
| 2023年 | 春・夏 | 東遊園地                                                                                          |                                    |             |                        |                |

2020年には、神戸ワールド記念ホールの改修工事に伴って、春・夏公演を休止することが当初から決まっていた。以降の公演は、特定の集客施設を会場に使用していない。

### 神コレ会場となったことがある施設の写真

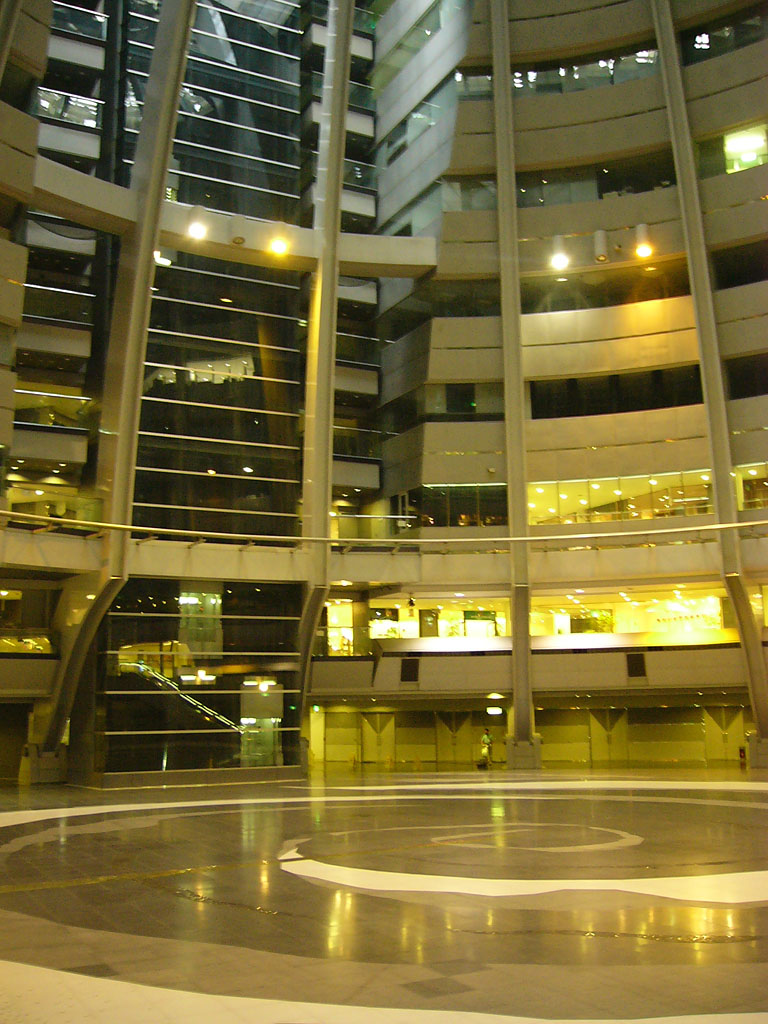
神戸ファッションマート
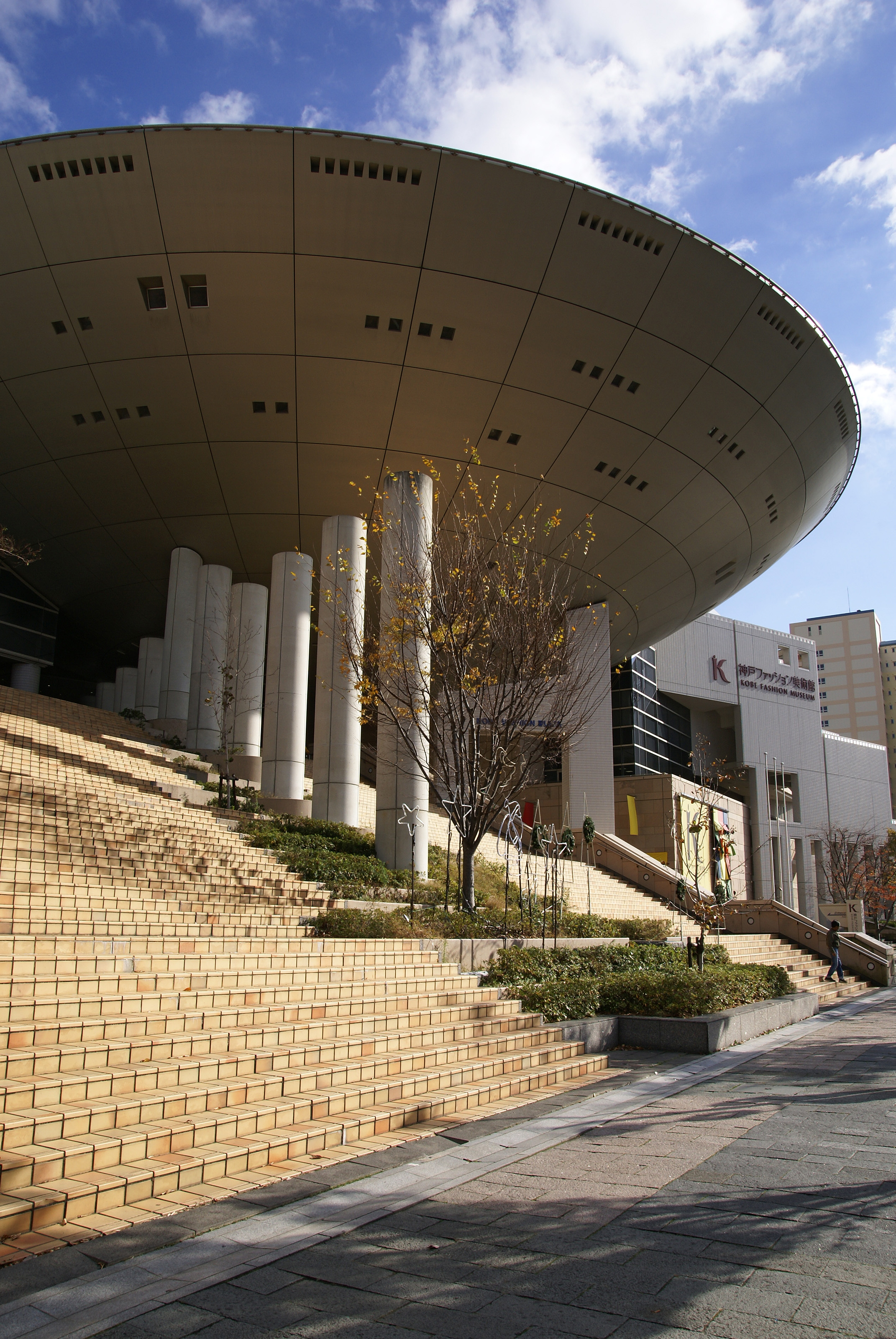
神戸ファッション美術館
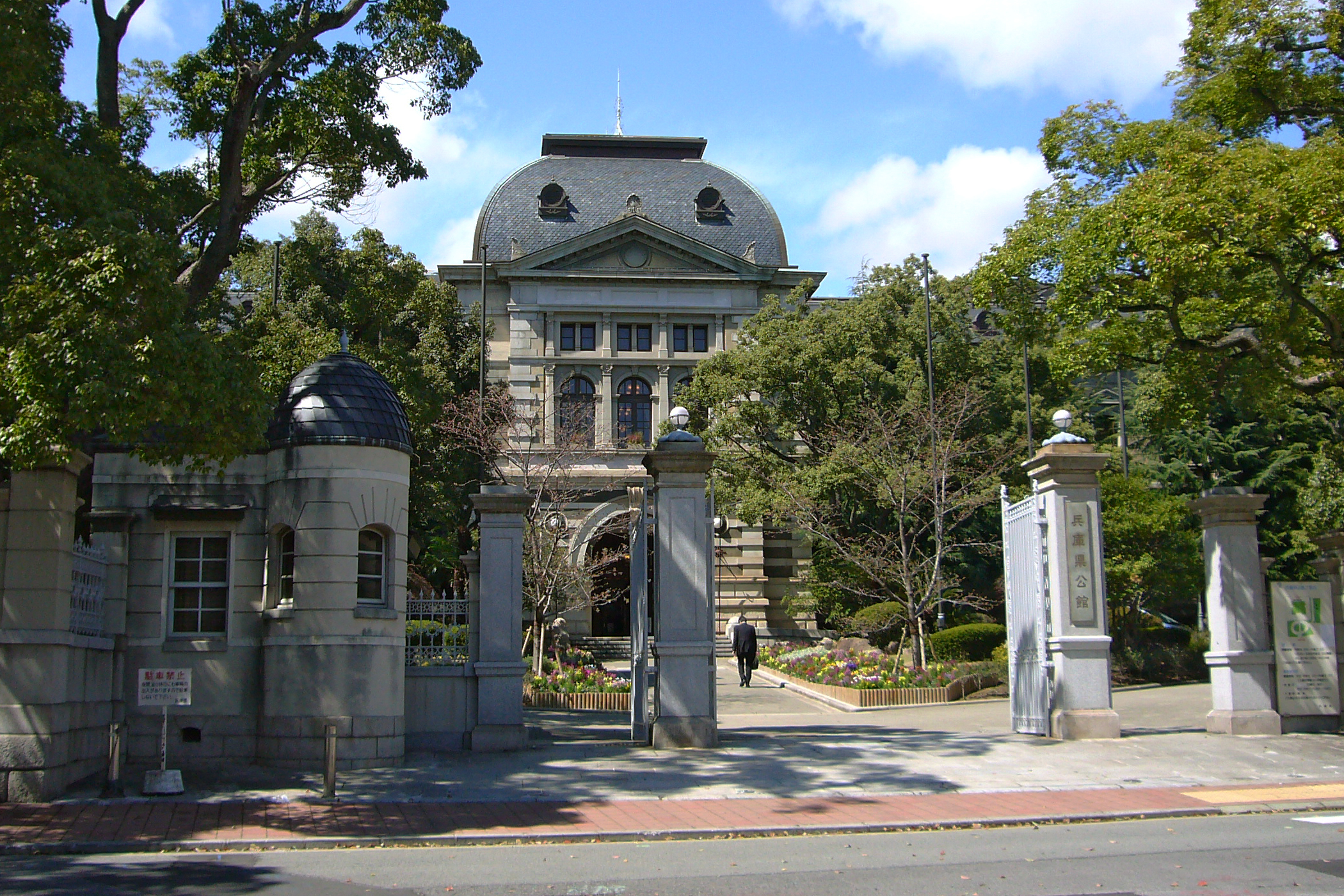
兵庫県公館
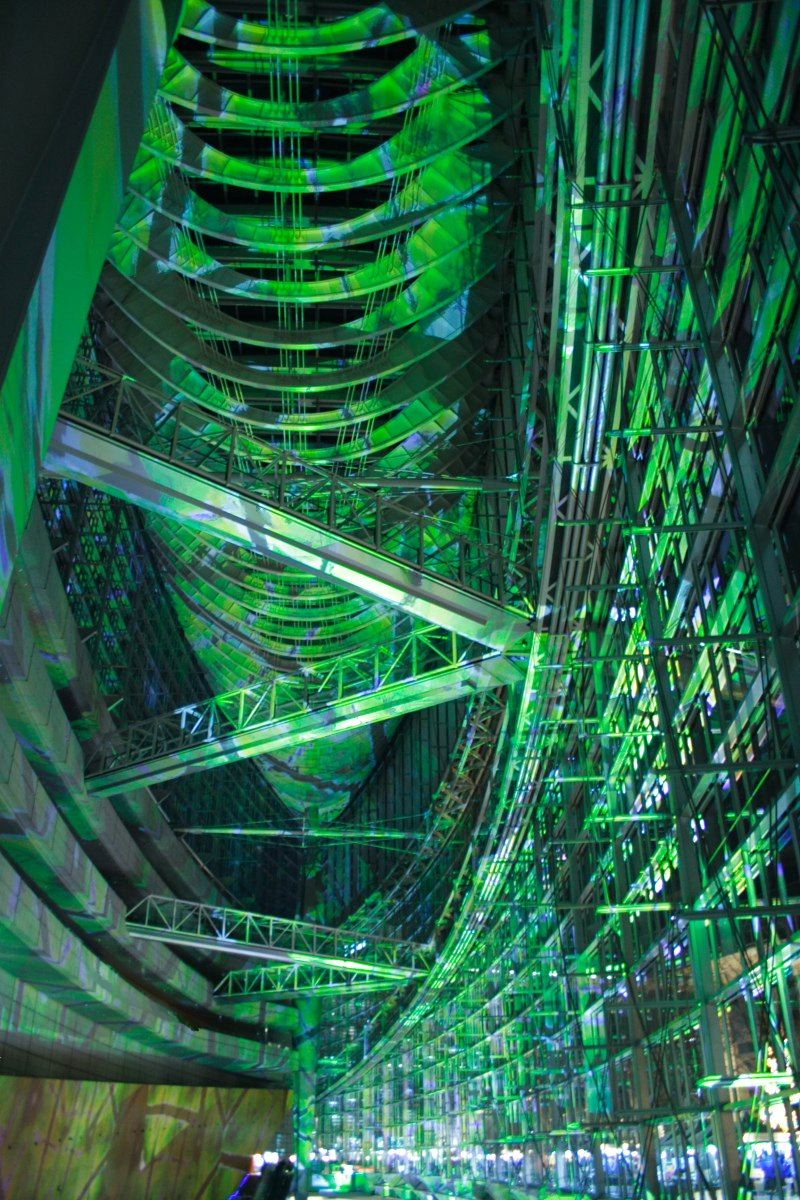
東京国際フォーラム

## 主な出展ブランド
出展されるブランドは、30前後に及ぶ。
- CELINE
- QUEENS COURT
- GRAN EGOIST
- LANVIN
- バーニーズ・ニューヨーク
- PAOLA FRANI
- Little Berry
- Stra Raggio
- ungaro fuchsia
- VICKY

- blancheur
- clear
- xe
- JETTY
- nicole millar
- MOSCHINO
- COONY BILLIA
- MURUA
- MERCURYDUO
- Nina mew
- Rue de B

など。

## 主な出演者
特別協力しているファッション雑誌『JJ』のモデルをはじめとして、ゲストモデル、ゲスト、シークレットゲスト、アーティスト、MCが出演。
2003年春夏から2005年春夏まで、ファッション雑誌『ViVi』が特別協力していた。それ以外の開催はすべて『JJ』が特別協力している。開催ごとにテーマソングがあり、出演アーティストの代表が歌っている。主催が毎日放送ということもあり、毎日放送の番組（神戸コレクションに無関係な番組も含む）に出演しているタレントもゲスト出演している。
これまでの公演における主な出演者は以下のとおりである。
- AI
- 相沢紗世
- 安座間美優
- 敦士
- 安室奈美恵
- 安良城紅
- 安藤沙耶香
- 有村実樹
- IKKO
- 伊藤由奈
- 井上和香
- 板野友美
- 岩堀せり
- E-girls
- 上戸彩
- 上野樹里
- 上原歩
- 上原多香子
- 梅宮アンナ
- 浦浜アリサ
- 江角マキコ
- 蛯原友里
- 大川藍[10]
- 小倉優子
- 小栗旬
- 押切もえ
- 忍成修吾
- 落合砂央里
- 乙葉
- 小畑由香里

- 加藤夏希
- 叶姉妹
- 金子絵里
- KABA.ちゃん
- COLOR
- カレン
- 神田うの
- 神戸蘭子
- 北川景子
- 北出菜奈
- 木下優樹菜
- きゃりーぱみゅぱみゅ
- 熊川哲也
- 熊田曜子
- 黒木メイサ
- 小泉里子
- 倖田來未
- 小出恵介
- KOKIA
- 小室哲哉
- 斉藤慶太
- 斉藤祥太
- 坂下千里子
- 桜 稲垣早希
- 桜井裕美
- 桜庭ななみ
- 佐々木希

- 佐田真由美
- 佐藤江梨子
- 佐藤健
- 佐藤萌未
- シャウラ
- JAM
- 城田優
- スガシカオ
- 杉本有美
- 鈴木サチ
- 須藤元気
- Sowelu
- SONOMI
- DAIGO
- DA PUMP
- 髙田万由子
- 武田真治
- 武田真理子
- 田波涼子
- 玉置成実
- 土屋アンナ
- DJ KAORI
- 鉄平
- 天上智喜
- 東方神起
- 土岐田麗子
- 戸田恵梨香
- 冨永愛

- トリンドル玲奈
- ナオト・インティライミ
- 中尾彬
- 中谷彩伽
- 夏川純
- Nanami
- 西野カナ
- 橋本麗香
- 長谷川潤
- 長谷川理恵
- 畑野浩子
- 浜田雅功
- 林遣都
- 速水もこみち
- パンツェッタ・ジローラモ
- VAMPS
- 東野幸治
- HINOIチーム
- 藤井リナ
- 藤本恵理子
- 藤本美貴
- 藤原紀香
- BoA
- 宝生舞
- 保阪尚希
- 槇原敬之
- 増田恵子
- MAX

- 松島花
- 松本英子
- 三浦大知
- 三浦春馬
- Mie
- 水原希子
- 道端ジェシカ
- 観月ありさ
- mihimaru GT
- ミランダ・カー
- 向井理
- melody.
- 森泉
- 森下千里
- 安田美沙子
- 山岸舞彩
- 弥生
- 優木まおみ
- 吉川ひなの
- 吉高由里子
- 米倉涼子
- 手島優里
- ヨンア
- リア・ディゾン
- LIZA
- 梨花
- RENA
- MAKAI

## 神コレモデルオーディション

### 2007年
2007年S/Sに、神戸コレクション5周年、第10回目となることから記念し行われた（2006年A/Wにて実施が発表）。
2次選考を通過した11名から下記の女の子がグランプリ等に選ばれた。グランプリには、JJとTBCの広告でモデルデビューが予定されている。
- グランプリ－廣浦綾香（現 鈴原あいみ）
- 準グランプリ－本山華子
- 審査員特別賞－池田あゆみ（現 アユミカトリーナ）、シュウ・ジン（現 ジン）

### 2008年
- グランプリ－源崎トモエ
- 準グランプリ－Alina
- 審査員特別賞－西園寺ローラ（現 ローラ）、西本奈美葉
- ミンクル賞－岩下麻美

### 2009年
- グランプリ－暮沼麻未（現 暮沼まみ）
- 準グランプリ－瀬里奈
- 審査員特別賞－飯田紘子

### 2010年
- グランプリ－石田ニコル桜
- 準グランプリ－立石晴香
- 審査員特別賞－杏菜

### 2011年
- グランプリ－光宗薫
- 準グランプリ－斎藤夏美(現 夏美)
- 審査員特別賞－森友里恵

## 主な出資者
これまでの公演における主な出資者は以下のとおりである。
- 旭化成
- アサヒビール
- アメリカン・エキスプレス
- アラビアン・オアシス
- au
- EMIミュージック・ジャパン
- 大阪文化服装学院
- 関西電力
- 菊正宗酒造
- GyaO
- 麒麟麦酒
- 経済産業省

- 神戸市
- 神戸新聞社
- 神戸ファッションマート
- 神戸マルイ
- コカ・コーラ
- JJ
- 資生堂
- 大丸
- 中部日本放送
- タイ王国
- タイガー魔法瓶
- デジタルダイレクト

- 東京ディズニーリゾート
- 東京放送ホールディングス
- 東芝
- docomo
- ナムコ
- 西日本旅客鉄道
- 日産自動車
- ハーゲンダッツ
- ハイアール
- 阪急百貨店
- Visa

- ViVi
- ビューティーコレクション
- 兵庫県
- 毎日放送
- 松坂屋
- 丸井
- 丸栄
- UCC上島珈琲
- ワコール
- ロート製薬
- ロリアンミル

## 放送

### 特別番組
ワールド記念ホールを会場に使用していた時期に、毎日放送（テレビ）で公演開催月の金曜日（または土曜日）未明に関西ローカルで放送。

### 関連番組
- 「DRESS」（MBSテレビ、2009年4月 - 2013年3月）
放送期間中には、直近に開催を予定している神戸公演の先行予約受付を実施。特別番組での未放送シーンや、ネット局のRKB毎日放送が企画・制作している「福岡アジアコレクション」[11] の模様も放送している。
- 「KirariaTV」[12]　ケーブルテレビ
- 「イマドキッ」（MBSラジオ）
- 「サンドのぼんやり〜ぬTVpresents 神戸コレクション in 東京2010」（ TBCテレビ、2010年4月3日放送）

## 東京ガールズコレクションとの関係
2005年初公演の「東京ガールズコレクション」を主催しているgirlswalker.comは、2002年の神戸コレクションの初公演から2005年秋冬まで（小規模のplus公演は除く）協力・特別共催・特別協賛・協賛という形で神戸コレクションに参加していた。